# Muro de seguridad

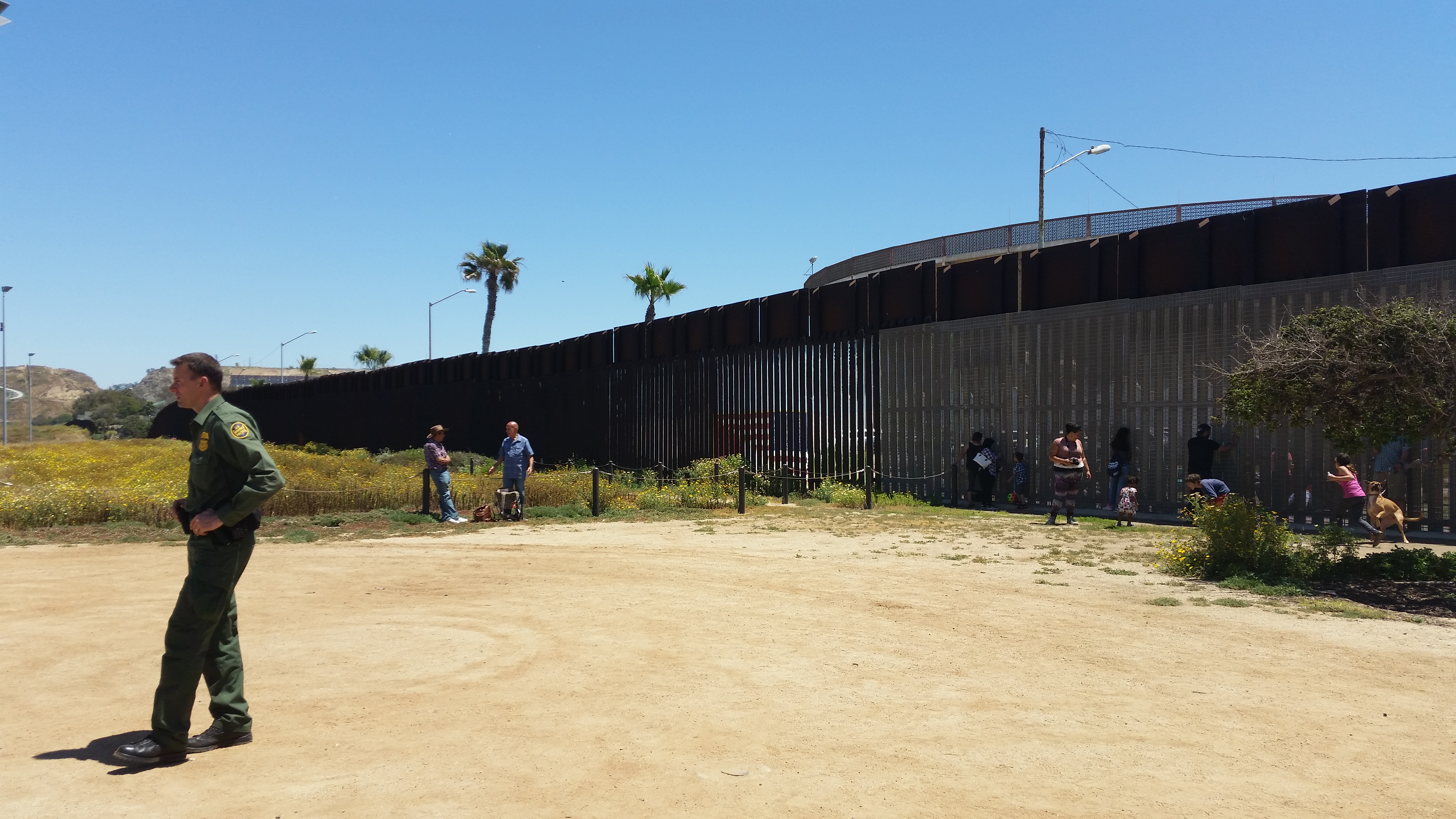
Muro fronterizo Estados Unidos-México

Se conoce como muro de seguridad a la división de un espacio geográfico mediante una construcción material, ejerciendo algún tipo de control sobre las cosas o personas que cruzan esa división. El objetivo que generalmente se declara es el de mantener la seguridad de uno de los dos nuevos espacios generados. La práctica de erección de estos muros como barreras de control ha suscitado fuertes críticas entre los afectados y detractores, quienes suelen denominar a estas instalaciones Muro de la Vergüenza.

## Muros en la historia

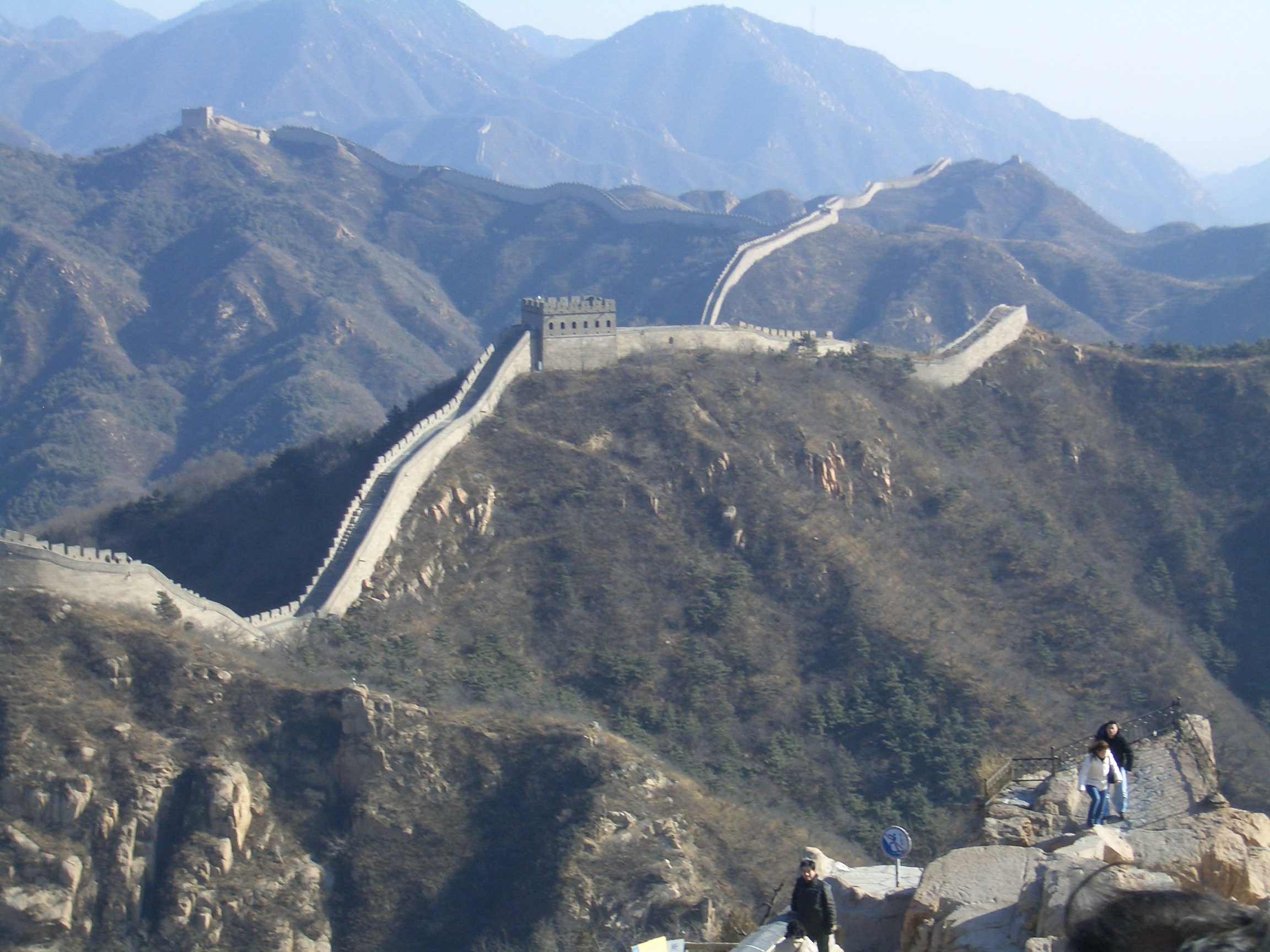
Gran Muralla China

Desde la Antigüedad, las murallas y muros se construían principalmente para detener el paso de grupos invasores armados o ejércitos. Ejemplos de ello serían la Gran Muralla China o el Muro de Adriano. Sin embargo, con la evolución de la tecnología militar, los muros defensivos se convirtieron en construcciones sofisticadas y en algunos casos ofrecieron defensa de manera muy efectiva. El ejemplo más logrado es el conjunto de murallas que rodeaban a la ciudad de Constantinopla, construidas en 412 por el emperador romano Teodosio II. Esta fortificación tenía una longitud de 6,5 kilómetros, con una triple línea de parapetos y sería conocida como la Muralla de Teodosio. Este conjunto de muros se mantuvo inexpugnable durante diez siglos y resistió numerosos asaltos, hasta 1453, cuando finalmente los otomanos tuvieron éxito. La combinación de una fuerza defensora poco numerosa y los nuevos avances de la tecnología militar (los cañones de pólvora que acompañaban al ejército otomano) causaron la caída de la ciudad. El último muro defensivo que fue parte de una confrontación militar, fue el Danevirke en la frontera germano-danesa, en el sur de la península de Jutlandia, durante la Guerra de los Ducados de 1864, pero sin ningún éxito.
La invención posterior de los aeroplanos militares, de la artillería de largo alcance y de los misiles, convirtieron a las murallas defensivas en objetos totalmente inútiles desde el punto de vista militar, como evidenciaron las líneas Sigfrido y Maginot durante la Segunda Guerra Mundial.
Desde entonces, los muros modernos han sido construidos para impedir o dificultar el paso de civiles y no de ejércitos organizados en batalla o bien para consagrar la anexión de territorios sobre fronteras no reconocidas por la comunidad internacional. Se argumenta[cita requerida] que los civiles sufren un sentimiento de impotencia vergonzante cuando se les aísla y segrega de sus familias y comunidades por razones económicas, ideológicas y religiosas, principalmente. Los constructores y sus simpatizantes nunca aceptan oficialmente dicho calificativo y tampoco que puedan causar algún tipo de daño psicológico, mucho menos vergüenza; en lugar de ello, a menudo los justifican mencionando razones de seguridad.

## Muro de la vergüenza

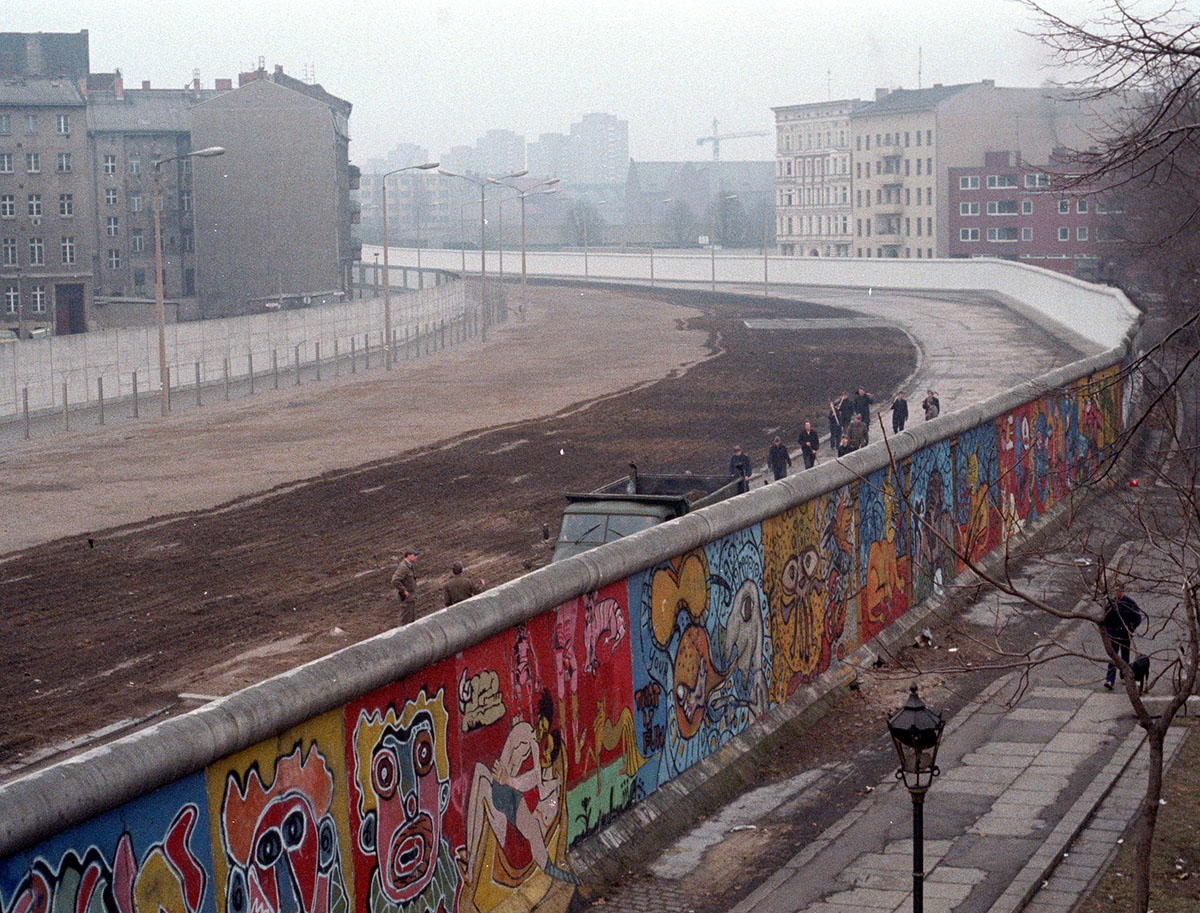
Muro de Berlín

El término Muro de la Vergüenza es el apelativo con el que sus detractores han bautizado varios muros fronterizos construidos en los siglos XX y XXI. El término se utiliza de manera variada, con grados muy variables de aceptación, para avergonzar a sus constructores o para describir la vergüenza que sufren los afectados por la erección del muro.
El nombre se empleó por primera vez en 1961 tras la construcción del muro que separaba Berlín Occidental de Berlín Oriental por parte del gobierno de la entonces República Democrática Alemana. Denominado por éste "Muro de protección antifascista", los berlineses lo llamaban Schandmauer que significa literalmente Muro de la Vergüenza  (enlace roto disponible en Internet Archive; véase el historial, la primera versión y la última).. Este muro, habitualmente conocido como Muro de Berlín recibió también fuera de Alemania la apelación Muro de la Vergüenza en un artículo que apareció en la portada de la revista estadounidense Time Magazine en 1962 . Poco más tarde, el presidente estadounidense John F. Kennedy se refirió explícitamente al muro como «Muro de la Vergüenza» en su discurso anual del 14 de enero de 1963 ante el Congreso de los Estados Unidos . Menciones a este muro como «Muro de la Vergüenza» han sido hechas también por otros mandatarios como Mário Soares  (enlace roto disponible en Internet Archive; véase el historial, la primera versión y la última)., Jacques Chirac  o Romano Prodi .
El muro de Cisjordania es también llamado "Muro de la vergüenza" o "Nuevo muro de la vergüenza" en analogía al muro de Berlín por similares implicaciones.

## Barreras actuales
| Nombre                                             | Países                                                   | Construido      | Longitud            | Tipo                                            |
| -------------------------------------------------- | -------------------------------------------------------- | --------------- | ------------------- | ----------------------------------------------- |
| Muro fronterizo Republica Dominicana - Haiti       |                                                          | 2021            | 50 km               | Barrera interna/antiinmigración/contrabando     |
| Muro fronterizo Argentina - Paraguay               | Argentina Paraguay                                       | 2014            | 1,3 km              | Barrera interna / Antiinmigración / Contrabando |
| Muro de Bagdad                                     | Irak                                                     | En construcción | 5 km                | Pacificación civil                              |
| Muros de la paz                                    | Reino Unido (Irlanda del Norte)                          | 1970            | 0,500 km (promedio) | Pacificación civil                              |
| Verja de Gibraltar                                 | Reino Unido (Gibraltar) España                           | 1908            | 1,2 km              | Barrera interna                                 |
| Botsuana/Zimbabue                                  | Botsuana Zimbabue                                        | 2003            | 500 km              | Antiinmigración                                 |
| Brunei/Limbag                                      | Brunéi                                                   | 2005            | 20 km               | Antiinmigración                                 |
| Valla de Ceuta                                     | España Marruecos                                         | 2001            | 8 km                | Antiinmigración                                 |
| China/Hong Kong                                    | China Hong Kong (Región administrativa especial) (China) | 1960            | 32 km               | Barrera interna/antiinmigración                 |
| China/Macao                                        | China Macao (Región administrativa especial) (China)     |                 | 0,340 km            | Barrera interna/antiinmigración                 |
| China/Corea del Norte                              | China Corea del Norte                                    | 2006            | 1416 km             | Antiinmigración                                 |
| Malasia/Tailandia                                  | Tailandia Malasia                                        | Proyecto        | 650 km              | Antiterrorismo                                  |
| Valla de Melilla                                   | España Marruecos                                         | 1998            | 11 km               | Antiinmigración                                 |
| Barrera Indo-Bangladeshí                           | India Bangladés                                          | En construcción | 3268 km             | Antiinmigración                                 |
| Barrera Indo-Birmana                               | India Birmania                                           | En construcción | 1624 km             | Contrabando Antidrogas / Antiterrorismo         |
| Barrera Indo-Kachemir                              | India                                                    | 2004            | 550 km              | Antiterrorismo (territorio en disputa)          |
| Barrera Irán-Pakistán                              | Irán Pakistán                                            | En construcción | 700 km              | Contrabando Antidrogas                          |
| Barrera Kazajistán-Uzbekistán                      | Kazajistán Uzbekistán                                    | 2006            | 45 km               | Contrabando Antidrogas                          |
| Muro coreano                                       | Corea del Norte Corea del Sur                            | 1953            | 248 km              | Zona de conflicto                               |
| Parque Nacional Kruger                             | Sudáfrica Mozambique                                     | 1975            | 120 km              | Antiinmigración                                 |
| Barrera Kuwait-Irak                                | Kuwait Irak                                              | 1991            | 193 km              | Zona de conflicto                               |
| Pakistán/Afganistán                                | Pakistán Afganistán                                      | Propuesta       | 2400 km             | Antiterrorismo                                  |
| Russia/Chechnya                                    | Rusia                                                    | Proyecto        | 700 km              | Antiterrorismo (territorio en disputa)          |
| Barrera Saudi-Yemen                                | Arabia Saudita Yemen                                     | 2004            | 75 km               | Antiinmigración                                 |
| Sharm el-Sheij                                     | Egipto                                                   | 2005            | 20 km               | Antiterrorismo                                  |
| Barrera Turkmenistán-Uzbekistán                    | Turkmenistán Uzbekistán                                  | 2001            | 1700 km             | Antiinmigración                                 |
| Barrera Emiratos Árabes Unidos-Omán                | Emiratos Árabes Unidos Omán                              | En construcción | 410 km              | Antiinmigración                                 |
| Zona de seguridad de las Naciones Unidas en Chipre | Chipre                                                   | 1974            | 300 km              | Zona de conflicto                               |
| Muro fronterizo Estados Unidos - México            | Estados Unidos México                                    | En construcción | 3360 km             | Antiinmigración/contrabando antidrogas          |
| Barrera Uzbekistán-Afganistán                      | Uzbekistán Afganistán                                    | 2001            | 209 km              | Antiinmigración                                 |
| Barrera Uzbekistán-Kirguistán                      | Uzbekistán Kirguistán                                    | 1999            | 870 km              | Zona de conflicto                               |
| Muro Via Anelli                                    | Italia                                                   | 2006            | 85 m                | Barrera interna                                 |
| Barrera israelí de Cisjordania                     | Israel Palestina                                         | En construcción | 703 km              | Antiterrorismo (territorio en disputa)          |
| Muro de Seguridad Egipto-Franja de Gaza            | Egipto Palestina                                         | En construcción | 700km               | Apartheid                                       |
| Muro marroquí                                      | Sahara Occidental Marruecos                              | 1987            | 2700 km             | Zona de conflicto (territorio en disputa)       |